# 블라디미르 바리차크
블라디미르 바리차크(Vladimir Varićak, 또는 Vladimir Varičak, 1865년 3월 1일 ~ 1942년 1월 17일)는 세르비아 출신의 크로아티아 수학자이자 이론 물리학자이다.

## 전기
세르비아인인 베리차크는 1865년 3월 1일 오스트리아 제국 (오늘날의 크로아티아) 오토차츠 근처 슈비차 마을에서 태어났다. 1883년부터 1887년까지 자그레브 대학에서 물리학 및 수학을 공부했다. 그는 1889년에 박사 학위를 받았고 1895년에 하빌리타치온을 받았다. 1899년 자그레브에서 수학 교수가 되어 1942년 사망할 때까지 강의를 했다.
1903년부터 1908년까지 그는 쌍곡선 기하학 (또는 Bolyai – Lobachevskian 기하학)에 관해 글을 썼다. 1909년 좀머펠트의 출판에 이어 1910년에 그는 쌍곡선 기하학을 특수 상대성 이론에 적용했다. 좀머펠트는 1909년 논문에서 민코프스키 공간의 가상 형식을 사용하여 속도 조합에 대한 아인슈타인 공식이 가상 반지름 구 표면의 삼각형 추가 공식으로 가장 명확하게 이해할 수 있음을 보여주었는데, 바리차크는 이 결과를 쌍곡선 공간에서 삼각형 법칙에 의해 신속도가 결합됨을 보여주는 것으로 재해석했다. 이것은 나중에 로브(Robb, 1911)와 보렐 (1913)의 다른 접근법에 의해 입증된 쌍곡선 이론의 근본적인 결과이다. 또한 1910년의 논문에서는 쌍곡선 이론을 광학에 적용한 몇 가지를 다루었다. 1911년에 바리차크는 칼스루어(Karlsruhe)에 있는 독일 수학회(Deutsche Mathematiker-Vereinigung)에서 그의 연구 결과에 대해 연설하도록 초대되었다. 그는 1924년 교과서 《Darstellung der Relativitätstheorie im drei-dimensionalen Lobatschefskijschen Raume》(Relativity in Three-Dimensional Lobachevski Space )에서 자신의 결과를 수집하여 아인슈타인 이론의 쌍곡선 재해석을 계속 개발했으며 현재 영어로 제공된다. 1909년에서 1913년 사이에 바리차크는 알베르트 아인슈타인과 회전 및 길이 수축에 대해 서신을 주고 받았는데 여기서 바리차크의 해석은 아인슈타인의 해석과 달랐다. 길이 수축에 대해 바리차크는 아인슈타인의 해석에서 수축은 시계 측정의 관례로 인해 "명백한" 또는 "심리적" 현상일 뿐인 반면 로렌츠 이론에서는 객관적인 현상이라고 말했다. 아인슈타인은 수축에 대한 자신의 해석이 로렌츠의 해석에 더 가깝다고 짧은 반박문을 발표했다.
월터(1999)는 민코프스키의 비유클리드 기하학을 재검토했다. 그는 "4차원 속도 벡터의 끝"에 대한 분석으로 시작하고 "두 초표면 모두 헬름홀츠에 의해 대중화된 일정한 음의 곡률의 비유클리드 공간의 잘 알려진 모델에 대한 기초를 제공한다"는 민코프스키의 방정식에 주목한다. 사실 그것은 쌍곡선 기하학의 쌍곡면 모델로 알려져 있다.
월터는 계속해서 이렇게 말한다.
다른 어떤 수학자보다 바리차크는 [상대성 이론의] 비유클리드 스타일의 개발에 전념했으며, 쌍곡선 공간에서 속도-벡터 관계에 대한 민코프스키의 이미지를 펼치고 쌍곡선 함수 측면에서 다양한 결과를 요약했다. 쌍곡선 삼각법의 사용은 바리차크에 의해 상당한 표기법의 이점을 수반하는 것으로 나타났다. 예를 들어 로렌츠 변환에 대한 헤르글로츠와 클라인의 해석을 쌍곡선 공간에서의 변위로 중계하고, 고유시와 빛의 수차에 대한 간단한 표현을 쌍곡선 논증으로 나타내었다.
바리차크는 또한 밀루틴 밀란코비치와 아인슈타인의 첫 부인인 밀레바 마리치의 고등학교 교사이자 주로 쿠레파의 대학 강사로도 알려져 있다.
바리차크는 루제르 보슈코비치 (1711–1787)의 삶과 작품에 학술적으로 기여했다. 이들은 아래 인용된 쿠레파(1965)의 전기에 나열되어 있다. 상대성 이론의 역사에서 특별한 관심을 끄는 것은 바리차크가 거의 알려져 있지 않은 보스코비치에 의한 라틴어 논문 "절대 운동에 관하여 – 상대 운동과 구별할 수 있다면"(" 공간과 시간에 관하여 ")을 편집하여 출판했다는 것이다. 바리차크는 이 논문이 "공간, 시간 및 운동의 상대성에 관한 놀랍도록 명확하고 급진적인 아이디어를 많이 포함하고 있다"고 말했다. (질버슈타인: 《상대성 이론》, 1912, 각주 p. 38에서 인용)
세르비아 출신이고 정교회와 나중에 그리스 카톨릭 이었던 그는 루제르 보슈코비치가 세르비아 인이라는 논문에 대해 이의를 제기하고 거절했다.
그는 유고슬라비아 과학예술아카데미, 체코 과학아카데미, 세르비아 과학예술아카데미, 크로아티아 자연과학회, 유고슬라비아 수학회의 회원이었다.

## 간행물
- Varićak, V. (1903), “Bemerkung zu einem Punkte in der Festrede L. Schlesingers über Johann Bolyai”, 《Jahresbericht der Deutschen Mathematiker-Vereinigung》 (독일어) 12: 165–194
- Varićak, V. (1908), “Beiträge zur nichteuklidischen Geometrie”, 《Jahresbericht der Deutschen Mathematiker-Vereinigung》 17: 70–83
- Varićak, V. (1908) "Zur nichteuklidischen analytischen Geometrie", Proceedings of the International Congress of Mathematicians, Bd. II, SS. 213–26.
- Varićak, V. (1910), “Anwendung der Lobatschefskijschen Geometrie in der Relativtheorie”, 《Physikalische Zeitschrift》 11: 93–6

- Wikisource translation: Application of Lobachevskian Geometry in the Theory of Relativity

- Varićak, V. (1910), “Die Relativtheorie und die Lobatschefskijsche Geometrie”, 《Physikalische Zeitschrift》 11: 287–293

- Wikisource translation: The Theory of Relativity and Lobachevskian Geometry

- Varićak, V. (1910), “Die Reflexion des Lichtes an bewegten Spiegeln”, 《Physikalische Zeitschrift》 11: 586–587

- Wikisource translation: The Reflection of Light at Moving Mirrors

- Varićak, V. (1911), “Die Interpretation der Relativtheorie in der Lobatschevkijschen Geometrie (Serbian)”, 《Proc. Serb. Acad.》 93: 211–255
- Varićak, V. (1911), “Zum Ehrenfestschen Paradoxon”, 《Physikalische Zeitschrift》 12: 169

- Wikisource translation: On Ehrenfest's Paradox

- Varićak, V. (1912), “Über die nichteuklidische Interpretation der Relativtheorie”, 《Jahresbericht der Deutschen Mathematiker-Vereinigung》 21: 103–127

- Wikisource translation: On the Non-Euclidean Interpretation of the Theory of Relativity

- Varićak, V. (1914), “Bemerkungen zur Relativtheorie”, 《Bull. Acad. Zagreb》 (2): 46–64
- Varićak, V. (1914), “Beitrag zur nichteuklidischen Interpretation der Relativtheorie”, 《Bull. Acad. Zagreb》 (3): 46–49
- Varićak, V. (1915), “Über die Transformation des elektromagnetischen Feldes in der Relativtheorie”, 《Bull. Acad. Zagreb》 (3): 101–106
- Varićak, V. (1915), “Eine Bemerkung zum Dopplerschen Effekt”, 《Bull. Acad. Zagreb》 (4): 87–88
- Varićak, V.(1924) Darstellung der Relativitatstheorie im drei=dimensionalen Lobatschefskijschen Raume, Zagreb (Narodni Novini); English translation (2007) Relativity in three dimensional Lobachevski Space, A.F. Kracklauer translator ISBN 1-84753-364-7, at Amazon.com.
- Varićak, V. (1936), “Relativity theory and the Universe”, 《Nature》 137: 707, Bibcode:1936Natur.137..707V, doi:10.1038/137707b0

모든 주제에 대한 Varićak의 전체 출판물 목록은 다음 문서에 나와 있다:
- Kurepa D. (1965), “First centenary of the birth of mathematician Vladimir Varićak”, 《Informations scientifiques, Univ.Belgrade》 (세르비아어): 61–67